# كاستلنوفو سكريفيا
كاستلنوفو سكريفيا (بالإيطالية: Castelnuovo Scrivia)‏ هي بلدية في مقاطعة ألساندريا في إقليم بييمونتي في إيطاليا.

## السكان
في سنة 1861 بلغ عدد السكان 6٬755 نسمة، وتطور العدد ليصل في سنة 2011 لـ 5٬414 نسمة.
يظهر هذا المخطط البياني تطور النمو السكاني لـ كاستلنوفو سكريفيا